# Luigi Krumm
Luigi Krumm (Legnano, 28 gennaio 1828 – aprile 1899) è stato un imprenditore e politico italiano.

## Biografia
Era figlio di Gerolama Checchi ed Eraldo Krumm Jr. 
Il nonno, Eraldo Krumm Sr., era nato a Wittenberg, in Germania, ma si trasferì a Legnano in gioventù per lavorare come fabbro e, appena ventenne, in una piccola filatura di cotone.
Sposò Anna Brivio, dalla quale ebbe quattro figli: Ada (che sposò l'ing. Leopoldo Candiani), Maria (che andò in moglie a Este Candiani), Vittoria (che sposò il barone Paolo Mazzonis, cotoniere di Torino) e Attilio.
Luigi Krumm fu un sincero patriota: combatté gli austriaci a Goito e Pastrengo, rispettivamente nel 1848 e 1866 e gli vennero conferiti una medaglia al valore e il grado di capitano nella Guardia Nazionale Italiana.
Nei primi anni 1850 Krumm diresse la filatura di Castellanza fondata dal padre insieme a Francesco Turati (altre filature vennero costituite a Legnano, Carate Brianza e, più tardi, Busto Arsizio). Nel 1863 la Filatura Turati edificò un nuovo stabilimento di tessitura a Busto Arsizio, in via Cascina Buon Gesù (oggi via XX Settembre): si trattava dell'unico stabilimento dotato di telai meccanici insieme a quello della tessitura di Luigi Candiani. Nel 1865 lo stabilimento venne ceduto alla ditta Eraldo Krumm &C., ereditato da Luigi alla morte del padre.
Nel 1872 l'industriale tessile Eugenio Cantoni fu promotore della creazione di una società anonima con capitale sociale pari a 25 000 000 lire, il Lanificio Rossi (nome dovuto all'assorbimento dell'omonima azienda). Luigi Krumm fu tra gli azionisti di questa nuova società, nella quale assumerà anche il ruolo di consigliere.
Nello stesso anno Krumm entrò a far parte del consiglio comunale di Busto Arsizio. Fu assessore anziano facente funzioni di sindaco, ruolo che invece ricoprì dal 2 gennaio 1874 all'11 luglio 1875, quando rassegnò le sue dimissioni.
Il 5 marzo 1873, insieme al barone Eugenio Cantoni e a un nutrito numero di bustesi, costituì la Banca di Busto Arsizio, con sede presso alcuni locali in affitto di proprietà della Famiglia Lualdi in via Roma 5, a Busto Arsizio. I primi amministratori della banca furono Eugenio Cantoni (presidente onorario), Luigi Krumm (presidente), Antonio Introini e Luigi Ferrario (vicepresidenti), Andrea Candiani, Giovanni Candiani, Arturo Sala e Angelo Gambero (consiglieri).
Per le varie benemerenze acquisite, Luigi Krumm venne nominato Ufficiale della Corona d'Italia.
Nel 1874 fondò un'impresa industriale insieme a Eugenio Cantoni, Andrea Ponti ed altri, che assunse la denominazione di Officina Cantoni, Krumm & C., successivamente rilevata da Franco Tosi, che nel frattempo ne aveva assunto il ruolo di direttore, e che gli cambiò la denominazione in Franco Tosi & C.
Dal 1875 al 1877 fu presidente del Cotonificio Cantoni e, successivamente, consigliere del Lanificio Rossi. Il 27 marzo 1877, per iniziativa di Eugenio Candiani, Paolo Mazzonis, Alessandro Rossi, Luigi Krumm e altri imprenditori piemontesi, lombardi e liguri, venne fondata a Torino la prima Associazione Cotoniera Italiana, per la quale Krumm assunse il ruolo di consigliere revisore.
Luigi Krumm fu anche assessore facente funzioni di sindaco a Legnano; fu presidente della Congregazione di carità, consigliere della Camera di commercio di Milano, giudice del Tribunale di commercio e presidente della Società operaia legnanese.
Morto nel 1899, le sue spoglie riposano nel cimitero monumentale di Legnano, insieme a quelle della moglie, dei genitori e di un fratello.